# 阿里斯蒂德·瓜尔内里
阿里斯蒂德·瓜尔内里（義大利語：Aristide Guarneri，1938年3月7日—），意大利男子足球运动员，场上位置是后卫。他曾代表意大利国家队参加1966年国际足联世界杯，及1968年欧洲足球锦标赛。